# 路易斯堡 (巴西)
路易斯堡是巴西米纳斯吉拉斯州的一个市镇。总面积146.124平方公里，总人口6276人，人口密度42.9人/平方公里。